# GTUBE
GTUBE (Generic Test for Unsolicited Bulk Email) はアンチスパムソフトウェアをテストするために用いられる文字列である。

## 概要
これはSpamAssassinグループによって作成された。長さは通常68バイトである。デフォルトで1000のアンチスパムスコアを示す。これはスパムとして排除されるに十分な値である。
他にも、全てのフィルタによって認識されるとは限らない亜種がいくつかあり、特にNAItube(可変長)やGTphish(フィッシングスパムとして認識される)などがある。

## 作成方法
メール本文に下記の文字列を入力することで作成できる。
なお、これは、RFC 2822に準拠した電子メールクライアントに、改行や空白を含まずに配置しなければならない。 
GTUBE文字列は次の通り:
```
XJS*C4JDBQADN1.NSBN3*2IDNEN*GTUBE-STANDARD-ANTI-UBE-TEST-EMAIL*C.34X
```